# Something Human
Something Human è un singolo del gruppo musicale britannico Muse, pubblicato il 19 luglio 2018 come primo estratto dall'ottavo album in studio Simulation Theory.

## Descrizione
Il brano è stato il primo composto dal frontman Matthew Bellamy a seguito della conclusione del Drones World Tour, da lui definito «fantastico ma estenuante», e rappresenta la propria uscita dalle tematiche oscure affrontate in Drones:

## Video musicale
Il video musicale, diretto da Lance Drake, rappresenta una continuazione di quelli dei precedenti singoli Dig Down e Thought Contagion (da lui diretti) e mostra un'ambientazione futuristica nella quale Bellamy compie un viaggio per consegnare un VHS presso un edificio richiamante quelli di Blockbuster, mentre viene inseguito da un'auto della polizia guidata dagli altri due componenti del gruppo, Chris Wolstenholme e Dominic Howard. Il video contiene inoltre citazioni dalla serie televisiva Teen Wolf e dal film Ritorno al futuro.

## Tracce
Testi e musiche di Matthew Bellamy.
1. Something Human – 3:46

## Formazione
Gruppo
- Matthew Bellamy – voce, chitarra, tastiera, sintetizzatore, programmazione
- Chris Wolstenholme – basso, sintetizzatore
- Dominic Howard – batteria, sintetizzatore

Produzione
- Muse – produzione
- Rich Costey – produzione, ingegneria del suono
- Adam Hawkins – ingegneria del suono
- Mark "Spike" Stent – missaggio
- Noah Goldstein – produzione aggiuntiva
- Tommaso Colliva – ingegneria del suono aggiuntiva
- Tom Bailey – ingegneria del suono aggiuntiva
- Nick Fournier – assistenza all'ingegneria del suono
- Rob Bisel – assistenza all'ingegneria del suono
- Martin Cook – assistenza all'ingegneria del suono
- Tyler Beans – assistenza all'ingegneria del suono
- Aleks von Korff – assistenza all'ingegneria del suono
- Phillip Broussard, Jr. – assistenza all'ingegneria del suono
- Michael Freeman – assistenza al missaggio
- Randy Merrill – mastering

## Classifiche
| Classifica (2018)                | Posizione massima |
| -------------------------------- | ----------------- |
| Belgio (Fiandre)                 | 54                |
| Belgio (Vallonia)                | 48                |
| Francia                          | 17                |
| Stati Uniti (alternative)        | 10                |
| Stati Uniti (rock & alternative) | 19                |
| Svizzera                         | 77                |